# Kleiner Eichberg
Der Kleine Eichberg ist ein 334 m hoher Berg im 13. Wiener Gemeindebezirk Hietzing.

## Geographie

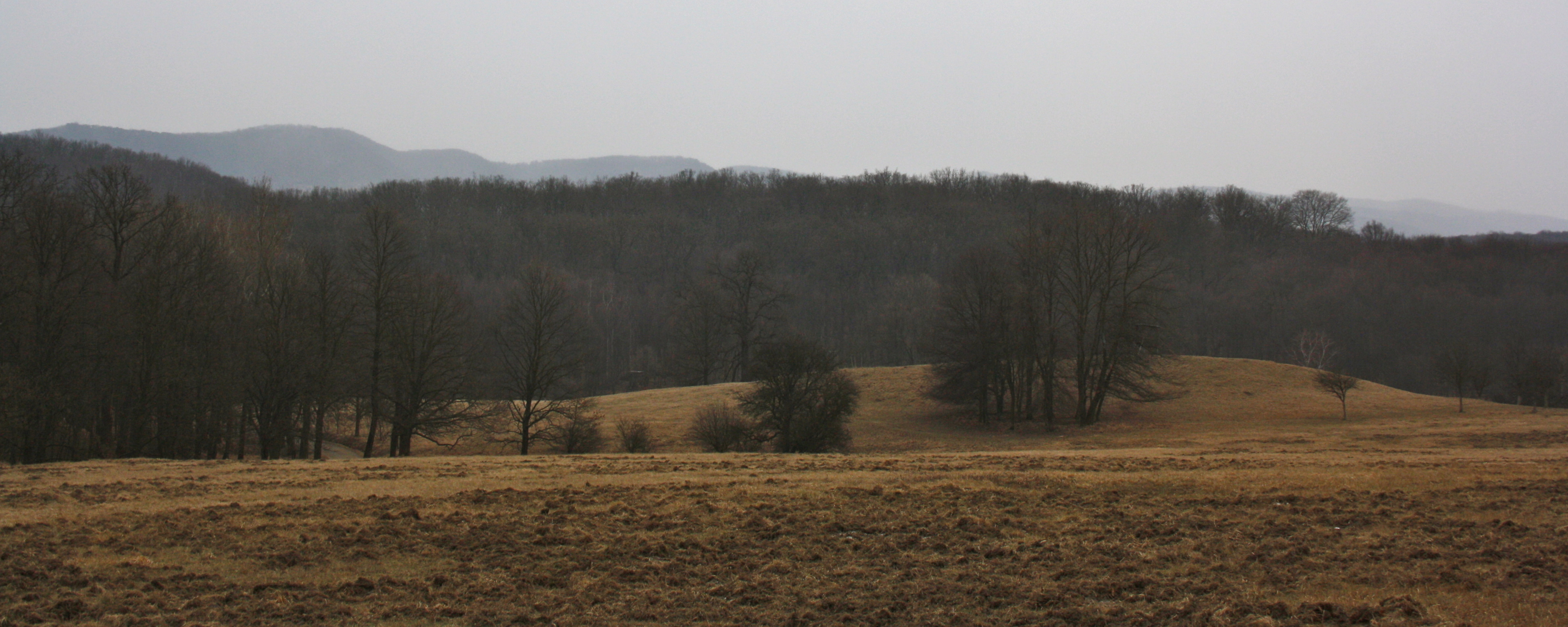
Blick auf den Kleinen Eichberg im Winter

Der Kleine Eichberg liegt im südwestlichen Teil des Bezirks Hietzing in der Katastralgemeinde Auhof an der Grenze zum 23. Wiener Gemeindebezirk Liesing und zur Gemeinde Breitenfurt. Er ist Teil des Lainzer Tiergartens mit dem benachbarten Kaiserzipf im Westen, dem Mittleren Eichberg im Norden und dem Faßlberg im Südosten. Der bewaldete Hügel (Mackwald) ist Teil des Wienerwaldgebirges, des nordöstlichen Ausläufers der Ostalpen. 
Begrenzt wird der Kleine Eichberg von zwei Bächen. Auf der einen Seite ist dies ein auf der Großen Stockwiese im Norden entspringender Quellbach des Gütenbachs, der den Eichberg im Süden begrenzt und danach über die Faßlbergwiese verläuft, wo er die südliche Grenze bildet. Der Gütenbach selbst bildet wiederum die Grenze im Südwesten. 

## Namensherkunft
Der Kleine Eichberg ist vermutlich nach seinem Eichenbestand benannt. Interessanterweise gibt es zwar auch einen Mittleren Eichberg und einen Vorderen Eichberg (dessen südwestliche Schulter), jedoch keinen Großen Eichberg im Lainzer Tiergarten. Der Kleine Eichberg ist vom Mackwald bewachsen, der den Namen seines – angeblichen – ehemaligen Besitzers trägt. Dabei könnte es sich entweder um General Karl Mack von Leiberich, der in den Napoleonischen Kriegen kämpfte, oder um Franz von Mack handeln, der Ende des 17. Jahrhunderts die Herrschaften Kalksburg und Mauer besaß. Die Große Stockwiese, urkundlich erstmals 1819 als Stock-Wiese überliefert, erhielt ihren Namen möglicherweise von Baumstümpfen, die nach der Rodung in der Wiese verblieben waren.